# Place du Bourg
La place du Bourg, (en néerlandais : Burg) est une place de la ville belge de Bruges, située dans le centre-ville.

## Histoire
La place du Bourg est une ancienne forteresse. Au départ, elle était fortifiée et dotée de portes d’accès. Elle appartient à l’un des centres urbains les plus anciens de la ville. La forteresse se situait à la jonction de la voie probablement romaine reliant Audembourg à Aardenburg (la ‘Zandstraat’) et du Reie. La forteresse avait une superficie d'environ 1 hectare. Arnoul Ier (889-965) fit du château de Bruges un centre de pouvoir à l’allure impériale d’une superficie de 1,5 hectare. Du XIe siècle à la fin du XIIIe siècle, l’une des résidences des comtes de Flandre, le Steen, était située du côté ouest de la place. Plus tard, ce bâtiment est devenu la prison de la ville de Bruges. Le Steen a été démoli au cours du XVIIe siècle.
À l'intérieur de la fortification, l’église du château a été érigée au nord et dédiée à Marie ainsi qu’à Saint-Donatien. Plus tard, un chapitre des chanoines fut fondé. La fortification répondait à deux besoins : la moitié sud avait une fonction civile et la moitié nord une fonction ecclésiastique. Lorsque Bruges devint un diocèse en 1559, l’église Saint-Donatien fut élevée au rang de cathédrale. Depuis la démolition de la cathédrale en 1799, la superficie de la place a presque doublé pour atteindre environ 1,1 hectare, soit plus que la Grand-Place. Elle reste toutefois scindée en deux parties reconnaissables qui sont reliées l’une à l’autre. Une partie des fondations de la cathédrale Saint-Donatien démolie en 1799 peuvent être admirées dans les caves de l’hôtel Crowne Plaza.

## Situation actuelle
La place actuelle est entourée de plusieurs bâtiments historiques. On y trouve notamment :
- la maison du Franc de Bruges[6];
- l'ancien greffe civil de la ville de Bruges[2];
- l'hôtel de ville de Bruges[7];
- la basilique du Saint-Sang[8];
- l'ancienne prévoté de Saint-Donatien[1].